# Tina Guo

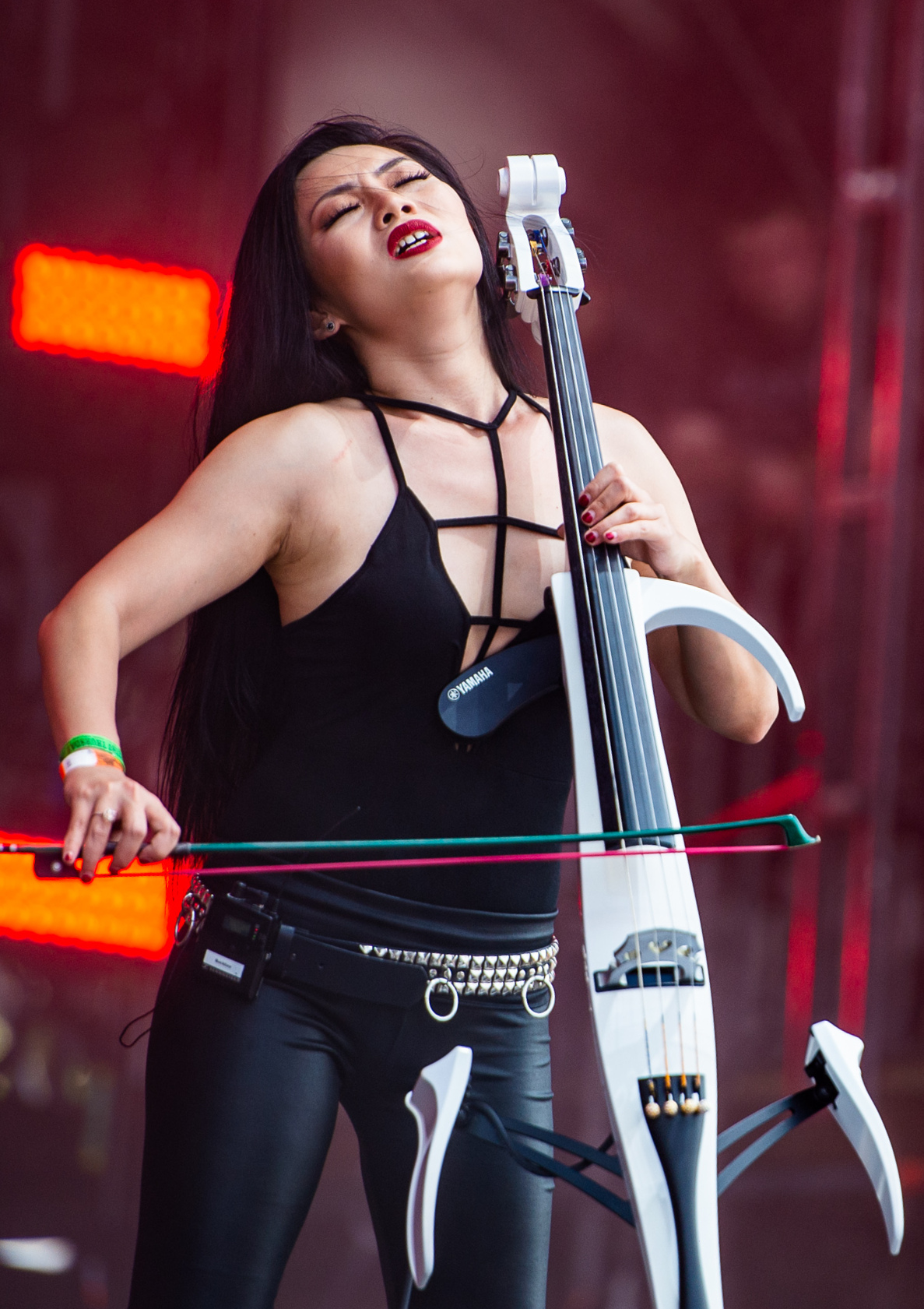
Tina Guo mit Beyond the Black beim Wacken Open Air 2019

Tina Guo (chinesisch: 郭婷娜; pinyin: Guō Tíngnà) (geboren am 28. Oktober 1985) ist eine in China geborene US-amerikanische Cellistin und Erhu-Spielerin aus San Diego. Ihre internationale Karriere als Cellistin, E-Cellistin, Erhu-Spielerin und Komponistin ist geprägt von Videos mit theatralischen Kulissen und aufwändigen Kostümen, einer Reihe von Genres und einem Improvisationsstil in Film-, Fernseh- und Videospielpartituren.
Sie trat als Solistin mit dem San Diego Symphony, dem National Symphony Orchestra (Mexico), dem Thessaloniki State Symphony Orchestra in Griechenland, dem Petrobras Symphony in Brasilien und dem Vancouver Island Symphony Orchestra in British Columbia auf. Außerdem trat sie mit der Geigerin Midori Goto und Dvořáks Amerikanischem Streichquartett in der Walt Disney Concert Hall in Los Angeles auf und absolvierte vier nationale Tourneen durch Mexiko und Italien mit den Cellokonzerten von Schostakowitsch, Dvorak, Haydn und Saint-Saëns. Sie tourte als Gast mit Al Di Meola, Yoshiki von X Japan und trat 2014 mit dem Tenerife Symphony and Choir auf den Kanarischen Inseln auf, wo sie beim Tenerife International Film Festival die Suite „Batman: The Dark Knight“ aufführte, die auf dem elektrischen Cello zu hören ist. Im Juni 2015 trat sie als Gastsolistin beim Kraków Film Festival in Polen auf. Im Februar 2019 ging sie mit dem Victoria Symphony auf Tournee.
Am 1. August 2019 trat sie mit der deutschen Symphonic-Metal-Band Beyond the Black beim Wacken Open Air Festival auf. Außerdem war sie mit der schwedischen Power-Metal-Band Sabaton Headliner des Festivals und nahm mit ihnen 2021 den Song „Steel Commanders“ auf.

## Früheres Leben
Tina Guo wurde in Shanghai, China, als Tochter des Konzertcellisten Lu-Yan Guo und der Konzertviolinistin Fei-Fei Soong geboren. Beide sind derzeit die künstlerischen Leiter des California International Music and Art Festival, das jährlich in San Diego, Kalifornien, stattfindet. Tina begann im Alter von 3 Jahren in China mit dem Klavierspiel. Im Alter von fünf Jahren zog sie mit ihrer Familie in die Vereinigten Staaten und begann mit dem Geigenunterricht bei ihrer Mutter.

## Karriere
Im Jahr 2007 tourte sie mit Metaphor, einer Female Crossover-Band, durch Australien. Guo spielte mit den Foo Fighters bei den Grammy Awards 2008 und mit Off the Deep End trat sie bei der Abschlussparty des Sundance Film Festivals auf.
Mit Midori Gotō spielte sie in Antonín Dvořáks Streichquartett Nr. 12 in der Walt Disney Concert Hall in Los Angeles. Mit dem Pianisten William Joseph trat sie im Rahmen des International Philanthropy Summit auf Mallorca, Spanien, auf.
Von 2011 bis 2013 tourte Guo als elektrische Cellistin mit der Michael Jackson: The Immortal World Tour des Cirque du Soleil.
Guo trat an der Seite von Johnny Marr von The Smiths und Hans Zimmer bei der Premiere von Inception auf sowie in einem ausverkauften Konzert für DreamWorks mit Hans Zimmer und John Powell, bei dem sie als Solistin auf elektrischen Cello und Erhu spielte. Kürzlich trat sie bei der League of Legends World Championship vor einer ausverkauften Arena im Staples Center in Los Angeles und einem Publikum von 33 Millionen Online-Streamern auf. Guo spielte auf dem elektrischen Cello in einer Super-Band für das Event mit The Crystal Method, Wes Borland (Limp Bizkit), Danny Lohner (NIN), Joe Letz (Combichrist) und dem Hollywood Scoring Orchestra. Guo war außerdem featured artist auf der Comic Con, BlizzCon und bei Video Games Live. Im Jahr 2015 wird Guo mit der Videospielmusikband Critical Hit auftreten und bei den meisten Wizard World Comic Cons auftreten. Sie war Teil der „City of Mirrors“-Tour der Barockrockgruppe Vivaldianno, die im Juni 2015 in Arenen in ganz Europa auftrat.
Tina Guo war in der Ellen DeGeneres Show zu sehen, wo sie „Beat It“ auf dem E-Cello spielte, und trat auch bei den American Country Music Awards mit Carrie Underwood, bei Dancing with the Stars mit Carlos Santana und India Arie, bei Jimmy Kimmel Live mit Ellie Goulding, in der Lopez Show mit Far East Movement, bei den Grammy Awards mit den Foo Fighters, bei den MTV Movie Awards, bei American Idol, auf der Comic Con in San Diego, als Mitglied des Orchesters von Battlestar Galactica und mit dem brasilianischen Gitarristen Victor Biglione bei einem Jimi-Hendrix-Tribute-Konzert im Copacabana Palace in Rio de Janeiro auf. Sie spielte auch beim Sundance Film Festival, in der Playboy Mansion und teilte die Bühne mit The Tenors, Stevie Wonder, Peter Gabriel, Josh Groban, John Legend, LeAnn Rimes, Chris Isaak, Il Divo, Ariana Grande, Lupe Fiasco, Common, Jennifer Hudson und Michael McDonald. Zu den Firmenkunden gehören Microsoft, Cephalon Biopharmaceutics, Adecco und die PGA.
Das instrumentale Metal-Musikvideo zu ihrem Song „Queen Bee“ wurde beim Downtown Los Angeles Film Festival als bester Kurzfilm/Musikvideo ausgezeichnet. Ihre Songs „Queen Bee“ und „Forbidden City“ sind auch als Download für Rock Band auf Xbox 360 und PlayStation 3. Das Metal Hammer Magazin UK bezeichnete Guo als „eine internationale Sensation“  und auch im Glamour Magazine Russia wurde sie mit einer Doppelseite vorgestellt.
Guo tourte mit dem Bluesgitarristen Joe Bonamassa als Teil einer akustischen Begleitband und mit Hans Zimmer.
Im Oktober 2017 tourte sie als Headliner, um ihr Album „Game On!“ zu promoten, zusammen mit John Huldt an der Gitarre, Kfir Melamed am Bass und Frank Klepacki am Schlagzeug.
Im Dezember 2018 übernahm sie den God of War-Titelsong und arbeitete mit Inon Zur zusammen.

## Aufnahmen
Guo nahm ihre erste Solo-CD Autumn Winds auf, ein Klassik/New-Age-Album. Zu ihren weiteren Alben gehören The Journey, Eternity, Ray of Light, Tina Guo & Composers for Charity, A Cello Christmas, Cello Metal, ein komplettes Metal-Album und Hollywood's Greatest Themes, ein Album mit berühmten Soundtracks, die neu interpretiert wurden, Game On! und ihr jüngstes Album Dies Irae.
Guo ist in Werbespots für Mazda6 und United Airlines zu sehen und war von 2011 bis 2013 Solistin in der Michael Jackson: The Immortal World Tour des Cirque Du Soleil, die in ausverkauften Arenen auf der ganzen Welt stattfand. Guo trat mit der Tournee vor 2 Millionen Zuschauern weltweit auf und sie führte zwei Jahre lang die Charts als umsatzstärkste Tournee in Amerika und ausverkaufte Shows in Arenen auf der ganzen Welt an. Guo ist auch auf der Epic Records/Jackson Estate-Veröffentlichung „Immortal“ zu hören, wo sie das ursprüngliche Gitarrensolo in „Beat It“ durch ein Duett mit dem Gitarristen Greg Howe im Stil eines Electric Cello/Guitar Battle ersetzt.
Guo war Cello-Solistin bei den Filmmusiken von Sherlock Holmes, Iron Man 2, Clash of the Titans, Red Riding Hood, Abduction, Olympus Has Fallen, Escape Plan, CSI: NY, Vikings, The Borgias, Sleepy Hollow, Iron Chef America, Blizzard's Diablo III, Call of Duty: Black Ops II, Revelation Online 2015 des chinesischen Spielegiganten Netease und Journey, das nominiert war für einen Grammy Award for Best Score Soundtrack for Visual Media. Guo ist auch auf den Soundtracks von Inception, Hancock, Battle: Los Angeles, The Hangover Part II, Predators, Fast Five, Arthur, No Strings Attached, Beginners, Public Enemies, Rango, The Rite, X-Men: First Class, Your Highness, Yogi Bear, The Mentalist, Family Guy, American Dad!, The Cleveland Show, King of the Hill, Dunkirk, Pirates of the Caribbean: Dead Men Tell No Tales, Werbespots für iPhone, Under Armour und vielen anderen. Guo trug auch mit ihrem elektrischen Cello zur Schaffung von Elementen bei, die von Sound Designer Scott Martin Gershin bei der Schaffung der Kaijus in Pacific Rim verwendet wurden. Ihr Arrangement und ihre Darbietung von „The Flight of the Bumble-Bee“ war im Abspann von The Heartbreak Kid zu hören, und sie war eine zusätzliche Komponistin für den Spielfilm Persecuted. Die Tina Guo Sample Library von Cinesamples ist eine der beliebtesten Cello Solo Libraries auf dem Markt und wird von Komponisten und Produzenten in unzähligen Medienmusikprojekten eingesetzt.
Guo spielt das Cello in einem Instrumentalstück für die 100. Folge von My Little Pony: Friendship Is Magic.
Guo hat auf Hunderten von Alben mit Künstlern wie John Legend, Ciara, David Archuleta und Big K.R.I.T. mitgewirkt. Sie war auf der neuen Single „I Love It“ von Al B. Sure! aus seinem kommenden Album Honey I'm Home zu hören und war auch auf dem Album SkyWorld von Two Steps From Hell vertreten.
Inner Passion, ihre 2016 erschienene Zusammenarbeit mit dem Pianisten Peter Kater für Hearts of Space Records, landete auf Platz vier der Billboard New Age Albums Charts.
Sie ist auch bekannt als Solistin auf dem elektrischen Cello, die das Thema für Wonder Woman im Film Batman v.Superman: Dawn of Justice mit Hans Zimmer, das sie im Wonder Woman Standalone-Film mit Rupert Gregson-Williams sowie in der Fortsetzung Wonder Woman 1984 (2020) erneut mit Zimmer spielte. Im Oktober 2018 war sie auf dem Jennifer-Thomas-Album „The Fire Within“ zu hören. 2021 nahm sie zusammen mit der schwedischen Metal-Band Sabaton den Song und das Musikvideo „Steel Commanders“ auf. Am 6. November 2022 wurde bekannt gegeben, dass sie als Gast auf dem Album The Awakening von Kamelot zu hören ist, das Anfang 2023 erschien.

## Instrumente
Guo spielt auf einem Gand & Bernardel von 1880. Als E-Cello spielt sie das Custom Tina Guo Model Yamaha SVC-210; sie wird von Yamaha unterstützt und spielte deren Instrument auf der NAMM Show 2009.

## Persönliches Leben
Guos erstes veröffentlichtes Werk als Autorin ist „Event Horizons of Yin and Yang“, eine Sammlung von philosophischer Prosa und Poesie.
Guo war verheiratet mit Ray Armando Morabito, einem Produzenten elektronischer Musik.

## Diskografie
- Autumn Winds (2011)
- The Journey (2011)
- Eternity (2013)
- Ray of Light (2014)
- A Cello Christmas (2014)
- Cello Metal (2015)
- Inner Passion (2016) (mit Peter Kater)
- Game On! (2017)
- Dies Irae (2021)

### Celloeinspielungen
| Year | Title                                            | Notes           |
| ---- | ------------------------------------------------ | --------------- |
| 2007 | The Heartbreak Kid                               | —               |
| 2007 | Captain Titan's Special G                        | Short film      |
| 2008 | Sky Pilot                                        | Short film      |
| 2008 | Hancock                                          | —               |
| 2008 | 1895                                             | —               |
| 2009 | Grace                                            | —               |
| 2009 | Live Evil                                        | —               |
| 2009 | Sherlock Holmes                                  | —               |
| 2010 | Clash of the Titans                              | —               |
| 2010 | Iron Man 2                                       | —               |
| 2010 | Predators                                        | —               |
| 2010 | Inception                                        | —               |
| 2010 | Beginners                                        | —               |
| 2010 | 1 a Minute                                       | —               |
| 2010 | Level 26: Dark Prophecy                          | —               |
| 2010 | Yogi Bear                                        | —               |
| 2011 | The Rite                                         | —               |
| 2011 | Rango                                            | —               |
| 2011 | Red Riding Hood                                  | —               |
| 2011 | Battle: Los Angeles                              | —               |
| 2011 | Your Highness                                    | —               |
| 2011 | Arthur                                           | —               |
| 2011 | Fast Five                                        | —               |
| 2011 | The Hangover Part II                             | —               |
| 2011 | X-Men: First Class                               | —               |
| 2011 | Abduction                                        | —               |
| 2011 | Restoring the Light                              | —               |
| 2011 | Dig                                              | —               |
| 2012 | Journey                                          | Video game      |
| 2012 | Call of Duty: Black Ops II                       | Video game      |
| 2012 | No God, No Master                                | —               |
| 2013 | Olympus Has Fallen                               | —               |
| 2014 | The Dark Valley                                  | —               |
| 2014 | Persecuted                                       | —               |
| 2014 | Damaged                                          | Television film |
| 2015 | Doppia luce                                      | Short film      |
| 2015 | The Daughters of Eve                             | Short film      |
| 2015 | The Heavy Load                                   | Short film      |
| 2015 | Run Fast                                         | Short film      |
| 2015 | Martyrs                                          | —               |
| 2015 | Assassin's Creed Syndicate                       | Video game      |
| 2015 | James                                            | Short film      |
| 2016 | Standoff                                         | —               |
| 2016 | The Monkey King 2                                | —               |
| 2016 | Pitbull: New Orders                              | —               |
| 2016 | Batman v Superman: Dawn of Justice               | —               |
| 2016 | Shadow of the Beast                              | Video game      |
| 2016 | The Trees of Eden                                | Short film      |
| 2017 | The Boss Baby                                    | —               |
| 2017 | Pirates of the Caribbean: Dead Men Tell No Tales | —               |
| 2017 | Wonder Woman                                     | —               |
| 2017 | Dunkirk                                          | —               |
| 2017 | Lego Marvel Super Heroes 2                       | Video game      |
| 2017 | In My Steps                                      | —               |
| 2017 | Bullet Head                                      | —               |
| 2017 | Nisabdham                                        | Tamil film      |
| 2018 | Qi                                               | Short film      |
| 2018 | Sticks                                           | Short film      |
| 2018 | Extinction                                       | Video game      |
| 2019 | Dark Phoenix                                     | —               |
| 2019 | Jing Hua                                         | Short film      |
| 2019 | Erica                                            | Video game      |
| 2020 | Cyberpunk 2077                                   | Video game      |
| 2020 | Wonder Woman 1984                                | —               |
| 2021 | Dune                                             | —               |
| 2021 | Tomb Raider Reloaded                             | Video game      |
| 2021 | The Choice 2                                     | Egyptian serial |
| 2021 | South of Heaven                                  | —               |
| 2021 | Army of Thieves                                  | —               |
| 2022 | Metal Lords                                      | —               |
| 2022 | Top Gun: Maverick                                | —               |
| 2023 | The Awakening                                    | Kamelot album   |
| 2023 | Dune: Part Two                                   | —               |
| TBA  | The Three-Body Problem                           | TV series       |